# Noicattaro
Noicattaro (/noiˈkattaro/, Nòie in dialetto locale, fino al 1862 chiamata Noja) è un comune italiano di 25 781 abitanti della città metropolitana di Bari in Puglia.

## Geografia fisica

### Territorio
Il territorio comunale parte da un'altitudine di 20 m s.l.m. e inizia a salire dolcemente verso il centro abitato che si trova a 99–100 m s.l.m., poi prosegue in direzione Casamassima fino ad arrivare ad un'altitudine di 165 m s.l.m.: quindi il territorio nojano, caratterizzato da doline e piccoli avvallamenti, può considerarsi il primo gradino delle Murge. Le lame (Lama San Giorgio e Lama Giotta) lambiscono il territorio comunale da nord a sud.
Noicattaro confina con i comuni di Bari, Rutigliano, Casamassima, Mola di Bari, Triggiano, Capurso e Cellamare.

### Clima
Il clima di Noicattaro è tipicamente mediterraneo, con inverni freschi e piovosi ed estati calde e afose. Le temperature nelle aree più interne sono caratterizzate da clima temperato, mentre in prossimità della costa adriatica risentono dell'azione mitigatrice del mare.
Nella tabella sottostante sono riportati i valori medi che si registrano nel territorio delle basse Murge, di cui anche il territorio di Noicattaro fa parte:
| Mese                       | Mesi | Mesi | Mesi | Mesi | Mesi | Mesi | Mesi | Mesi | Mesi | Mesi | Mesi | Mesi | Stagioni | Stagioni | Stagioni | Stagioni | Anno |
| Mese                       | Gen  | Feb  | Mar  | Apr  | Mag  | Giu  | Lug  | Ago  | Set  | Ott  | Nov  | Dic  | Inv      | Pri      | Est      | Aut      | Anno |
| -------------------------- | ---- | ---- | ---- | ---- | ---- | ---- | ---- | ---- | ---- | ---- | ---- | ---- | -------- | -------- | -------- | -------- | ---- |
| T. max. media (°C)         | 10,5 | 11,4 | 13,6 | 17,4 | 22,2 | 26,5 | 29,1 | 29,3 | 25,4 | 20,2 | 15,7 | 12,1 | 11,3     | 17,7     | 28,3     | 20,4     | 19,5 |
| T. min. media (°C)         | 4,2  | 4,3  | 6,0  | 8,5  | 12,3 | 16,2 | 18,8 | 19,0 | 16,2 | 12,4 | 8,6  | 5,8  | 4,8      | 8,9      | 18,0     | 12,4     | 11,0 |
| Precipitazioni (mm)        | 61   | 64   | 58   | 42   | 39   | 30   | 21   | 27   | 47   | 68   | 74   | 66   | 191      | 139      | 78       | 189      | 597  |
| Umidità relativa media (%) | 78,4 | 77,1 | 75,1 | 72,0 | 69,1 | 65,2 | 61,6 | 63,6 | 70,7 | 77,3 | 79,3 | 79,4 | 78,3     | 72,1     | 63,5     | 75,8     | 72,4 |

## Storia
Il territorio comunale è stato abitato sin da tempi molto remoti.

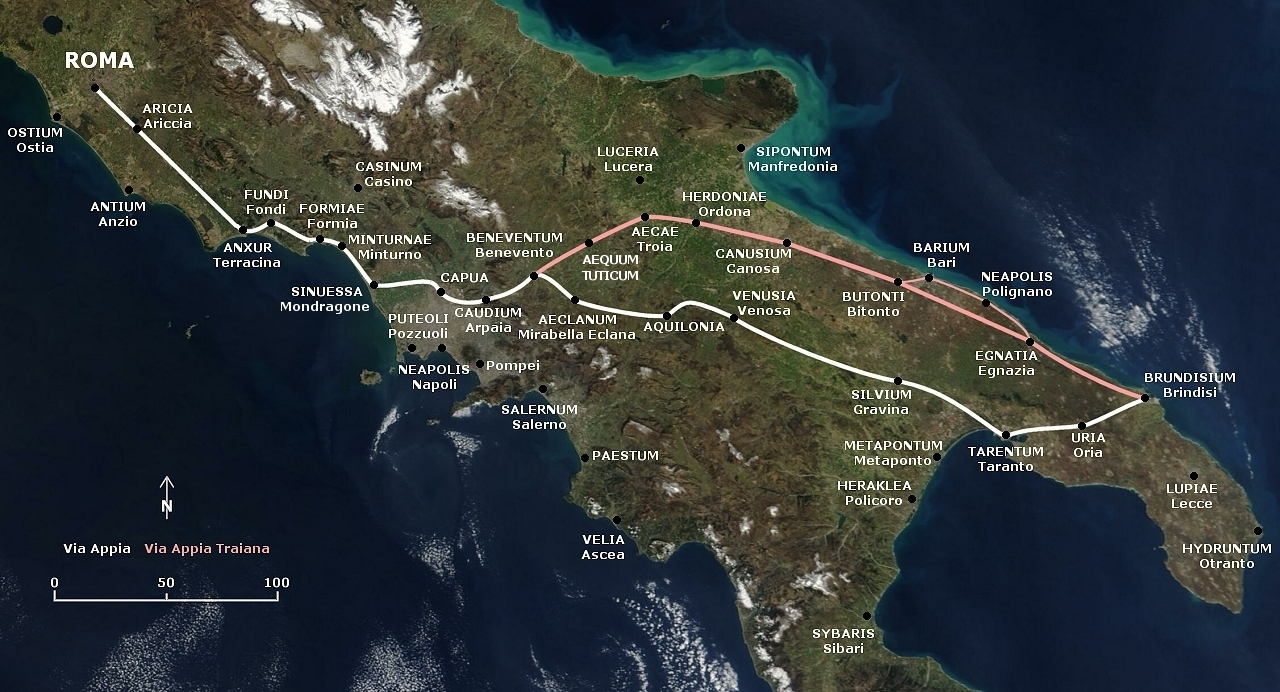
La via Traiana

Il centro storico del paese sorge in prossimità della diramazione della Via Traiana che congiungeva Brindisi e Benevento, proseguendo poi sino a Roma sul tracciato della Via Appia. Forse era la Via Minucia o, secondo l'interpretazione di alcuni autori, la mulattiera ("mulis vectabilis via") citata nelle opere di Strabone, Orazio e Cicerone; un'antica via peuceta che in epoca romana finì per coincidere con il tratto interno della via Traiana, quella diramazione che dopo la biforcazione di Bitonto si dirigeva verso Egnazia e Brindisi attraversando il territorio degli attuali centri di Modugno, Ceglie del Campo, Capurso, Noicattaro, Rutigliano e Conversano.

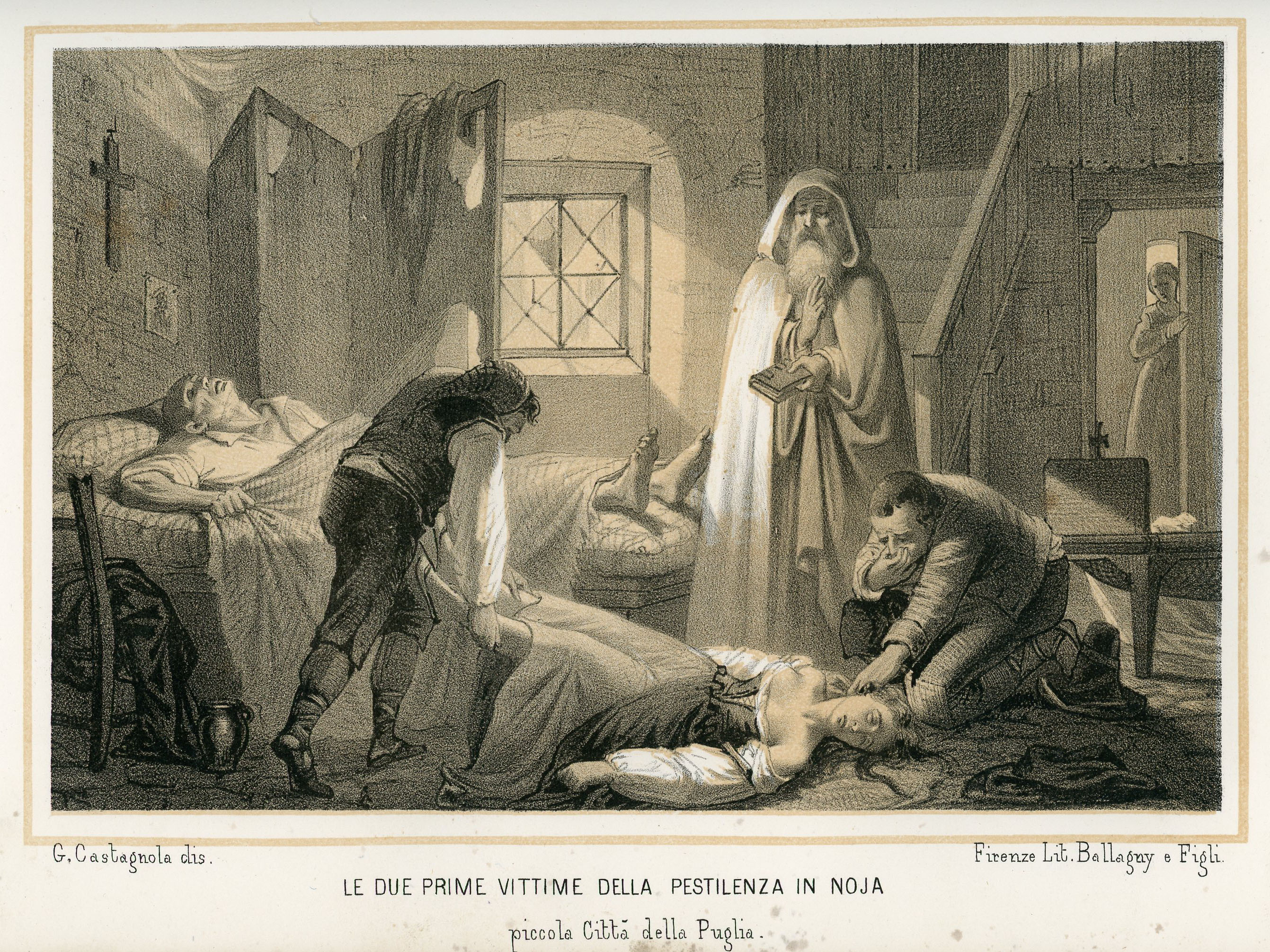
Le due prime vittime della pestilenza in una stampa ottocentesca

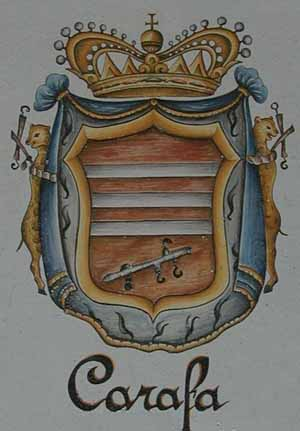
Stemma dei Carafa della Stadera, con la caratteristica bilancia

Il tratto litoraneo della Via Traiana lambiva altri insediamenti nei luoghi dove oggi sorge Torre a Mare.
Nella fascia costiera del territorio di Noicattaro sono state rinvenute tracce della presenza umana risalenti in alcuni casi al Neolitico; invece nell'entroterra, verosimilmente lungo il tracciato dell'antica viabilità, sono state scoperte necropoli risalenti ad epoca preromana, fra le quali la sepoltura di un guerriero databile intorno al VI secolo a.C.; il prezioso corredo funerario scoperto è conservato nel museo archeologico di Bari.
Il paese attuale nasce tra l'XI e il XII secolo come piccolo villaggio ("Locus Noa") cinto da mura e protetto da una torre feudale e da una chiesa, attorno alla quale si disponevano le abitazioni.
Le prime tracce di "Noa" negli antichi documenti risalgono al X secolo ed è difficile pensare che il nuovo villaggio non abbia fornito rifugio agli abitanti degli insediamenti preesistenti sulla costa ed anche della vicinissima "Azetium", tutti distrutti dai predoni saraceni dopo la caduta dell'Impero Romano d'Occidente. Per quanto Azetium sia ritenuta la progenitrice dell'attuale comune di Rutigliano, essa sorgeva in prossimità di Noicattaro, in contrada Castiello, sul ciglio del torrente Lama Giotta, ed era contornata da una possente cinta muraria circolare le cui tracce si distinguono tuttora nelle mappe satellitari.
È possibile rintracciare testimonianze riguardo al primo Signore di Noa, Goffredo di Conversano, un normanno nipote di Roberto il Guiscardo. Cornelio de Vulcano è il primo conte di Noa. Nel 1592 il feudo fu acquistato dai Carafa, ramo della Stadera, che mantennero il titolo di duchi di Noja fino alle leggi eversive della feudalità del 1806. Il titolo nominale di conte di Noja passò alla famiglia spagnola Pérez Navarrete e alla discendente famiglia Longo de Bellis di Napoli.
Nei secoli, forse per un influsso spagnolo, andò consolidandosi la tradizione della penitenza e della flagellazione quaresimale, elementi tuttora vivi nei riti della Settimana Santa noiana.
Il 23 novembre del 1815 moriva un giardiniere chiamato Liborio Didonna: si trattava della prima vittima di una devastante epidemia di peste bubbonica che sarebbe passata alla storia come l'ultimo, grande episodio dell'intera Europa occidentale. L'intero paese fu isolato dai limitrofi mediante lo scavo di un enorme solco al di là dei suoi confini. Alla fine del contagio si contarono quasi 800 morti su una popolazione di 5 000 abitanti.
In segno di rinnovamento dopo l'Unità d'Italia e per evitare l'omonimia con un comune lucano (che a sua volta mutò il proprio poleonimo in Noepoli), il 23 ottobre 1862 il nome cambiò da Noja (l'antica Noa) in Noicattaro.
In quest'occasione una delibera del Consiglio Comunale, sulla base della lontana e accreditata tradizione orale, ricorda la terra primigenia sul mare, la leggendaria Cattaro pugliese, fondendo nel neologismo i due nomi di Noja e Cattaro.
Resta ancora molto vivo nei cittadini il ricordo del vecchio toponimo del paese: infatti nel vernacolo locale Noicattaro è "Nào" e gli abitanti si dicono "Nojani".
Nel 1934 la fascia costiera del territorio del comune di Noicattaro, corrispondente all'attuale Torre a Mare, venne annessa al comune di Bari.

### Simboli
Lo stemma del comune di Noicattaro è stato riconosciuto con decreto del capo del governo del 4 giugno 1935 ed è costituito da un vaso a calice di colore oro, al cui interno sono dei fiori vari a colori naturali inframezzati da rami di foglioline verdi. Il vaso è posto in campo azzurro. Lo stemma è sormontato da una corona merlata grigia ed è circondato in basso da due rami intrecciati alla base, di cui uno di alloro e uno di quercia verde.
Il gonfalone riporta la scritta dorata "Città di Noicàttaro". Nel 1964 vengono aggiunti agli ornamenti esteriori anche due tralci d'uva, che stanno a simboleggiare la nuova economia agricola del paese.

## Monumenti e luoghi d'interesse

### Centro storico

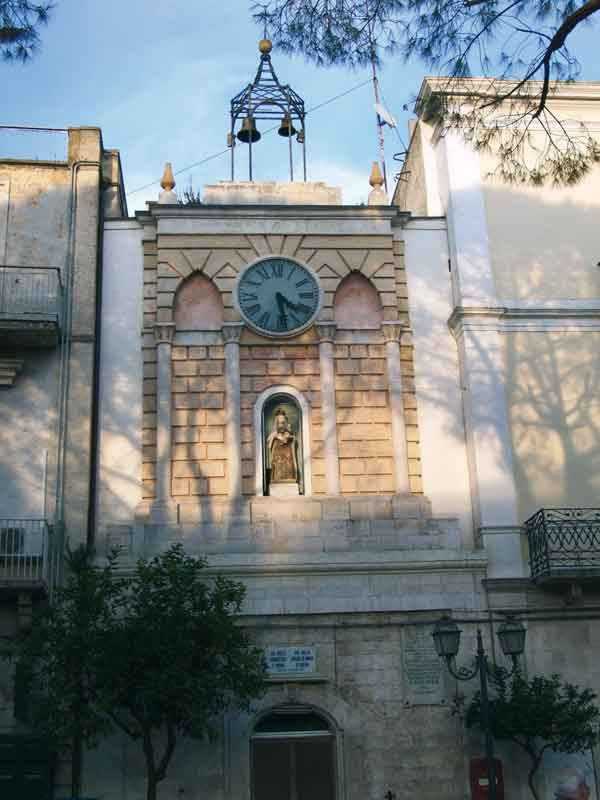
Torre dell'orologio

Il centro antico nojano ha la conformazione di un cuore, ed è tutto raccolto intorno alla Collegiata di Santa Maria della Pace (chiesa matrice). Il centro è caratterizzato da stradelle e viuzze, scale esterne e camini in muratura che svettano verso l'alto. Le abitazioni, costituite da un'architettura molto povera, sono in pietra viva o tufo per la maggior parte si sviluppano sotto il livello stradale. Ogni tanto l'intrico di stradine si apre in piccole piazze (Largo Pagano) e inoltre non passano inosservate le innumerevoli edicole votive, simboli di un popolo molto devoto ai propri santi. Da menzionare tra queste edicole votive quella della Madonna delle Grazie, che dà il nome all'omonimo rione. Sempre nel rione della Madonna delle Grazie è da ammirare un'abitazione impreziosita da una bifora a sesto acuto finemente lavorata in pietra.

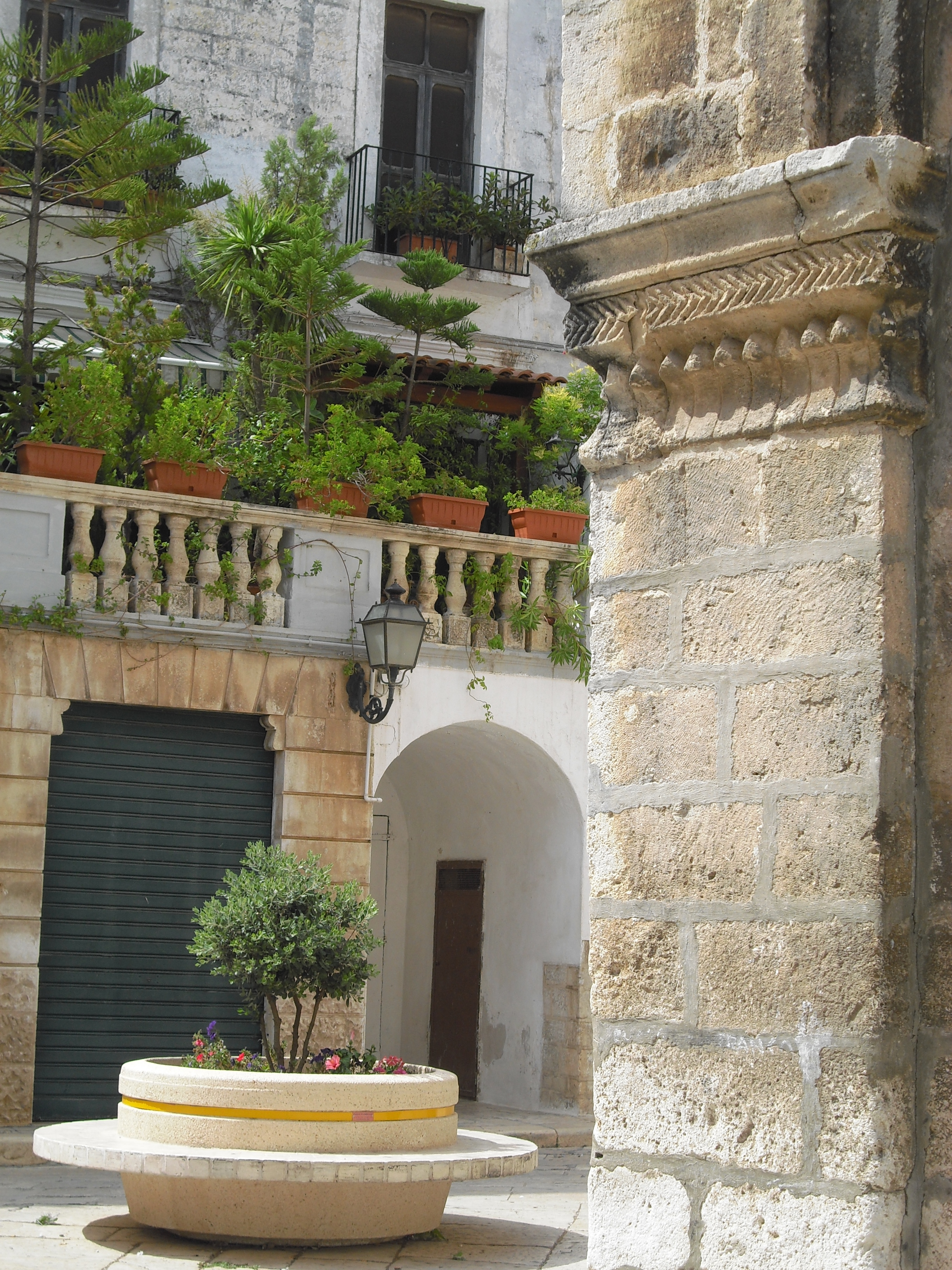
Scorcio del centro storico

Piazza Umberto I, la più importante della cittadina, non ha più la sua forma originaria a causa di una ristrutturazione, che comportò nel 1973 l'abbattimento di alcuni palazzi storici e la distruzione di una chiesa cinquecentesca (Santa Maria del Soccorso). Attualmente in piazza si possono ammirare la torre dell'orologio (1832), la chiesa di Maria SS. Immacolata detta anche "dei Foresi", il portale d'ingresso e quello delle scuderie del castello e un'edicola votiva finemente lavorata con stucchi e adornata da una piccola balconata dov'è presente una statua in cartapesta della protettrice del paese. Proseguendo per via Oberdan sulla sinistra è situata l'unica fontana ornamentale del paese, detta delle Testuggini.

### Architetture religiose

#### Chiesa madre
La collegiata di Santa Maria della Pace è la chiesa più importante e più antica del paese, edificata in epoca normanno-sveva tra il XII e il XIII secolo in stile romanico pugliese: è il cuore del borgo antico. La facciata monocuspide conserva due portali centinati dalle cornici riccamente scolpite, ed è fiancheggiata a sinistra dalla bella torre campanaria alta 33 m (monumento nazionale fino al 1913) a monofore e bifore romaniche con archivolti ogivali. All'interno della Collegiata si possono ammirare le tre navate divise da colonne con capitelli intagliati, la cappella del SS. Rosario, istituita per celebrare la battaglia di Lepanto, con i due pilastri antistanti scolpiti con i profili di due soldati dell'epoca, lo splendido coro ligneo realizzato in massello di noce risalente al 1544, un Crocifisso ligneo policromo del '400, il soffitto plafonato del pittore Michele Sparavilla del 1892 che copre le capriate del tetto, l'affresco bizantineggiante di San Giovanni Evangelista, il ciborio in pietra leccese del 1544, l'altare maggiore in marmo con l'immagine della Madonna della Pace raffigurata dal pittore Umberto Colonna.

#### Chiesa del Carmine

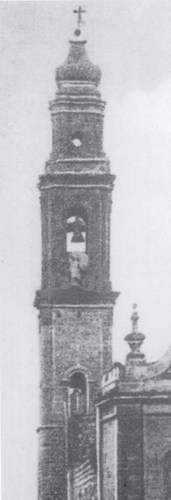
Il campanile del Carmine prima della folgorazione del 1910

Ubicata in fondo alla strada omonima, all'esterno delle mura che delimitavano il borgo antico, fu edificata in stile barocco fra il 1587 e il 1636 insieme all'annesso ex convento dei Carmelitani.
La costruzione fu voluta dalla prima duchessa di Noja, Isabella Pappacoda, moglie di Pompeo I Carafa, che donò la preesistente Cappella di San Rocco con i circostanti terreni, sui quali i Carmelitani edificarono la Chiesa, il Convento e l'aia recintata in pietra.
Il porticato si apre con la facciata costituita da quattro paratie. Ai lati del finestrone centrale ci sono due nicchie che accolgono due santi carmelitani. Il portale d'ingresso è sovrastato da una lunetta su cui è affrescata la Madonna del Carmine. Entrando si ammira subito l'architettura sfarzosa del barocco. Sull'altare centrale settecentesco vi è il quadro della Madonna del Carmine attribuito all'artista fiammingo Dirck Hendricksz Centen, noto come Teodoro d'Errico. Esso è sovrastato da un'altra tela raffigurante la Sacra Famiglia su cui i pareri critici oscillano tra una restituzione a Fabrizio Santafede e una a Decio Tramontano. Da apprezzare anche gli affreschi e le tele delle cappelle laterali, e i due dipinti a fresco rinvenuti nel 2005 in due grandi nicchie sulla parete di fondo della sagrestia, raffiguranti San Donato vescovo e San Pietro apostolo.
Il campanile, uno dei più alti della provincia, fu aggiunto alla chiesa nel 1668. Esso si divideva in tre ordini: sul secondo troncone, in corrispondenza della cella campanaria, era situata la statua in pietra di Sant'Irene, invocata dai nojani contro i violenti temporali ("Sand'Irain, livn' da ogni pain" - "Sant'Irene liberaci da ogni pena"), il terzo ed ultimo ordine culminava con un tetto a cipolla.
La sera del 5 giugno 1910 venne danneggiato da un potente fulmine e successivamente i due tronconi superiori non furono mai più restaurati e vennero abbattuti; sino ad allora fu "a ceim' d' Nào" (la cima di Noicattaro), cioè la più alta costruzione del paese. Oggi resta solo il primo troncone della costruzione originaria.

#### Chiesa della Madonna della Lama

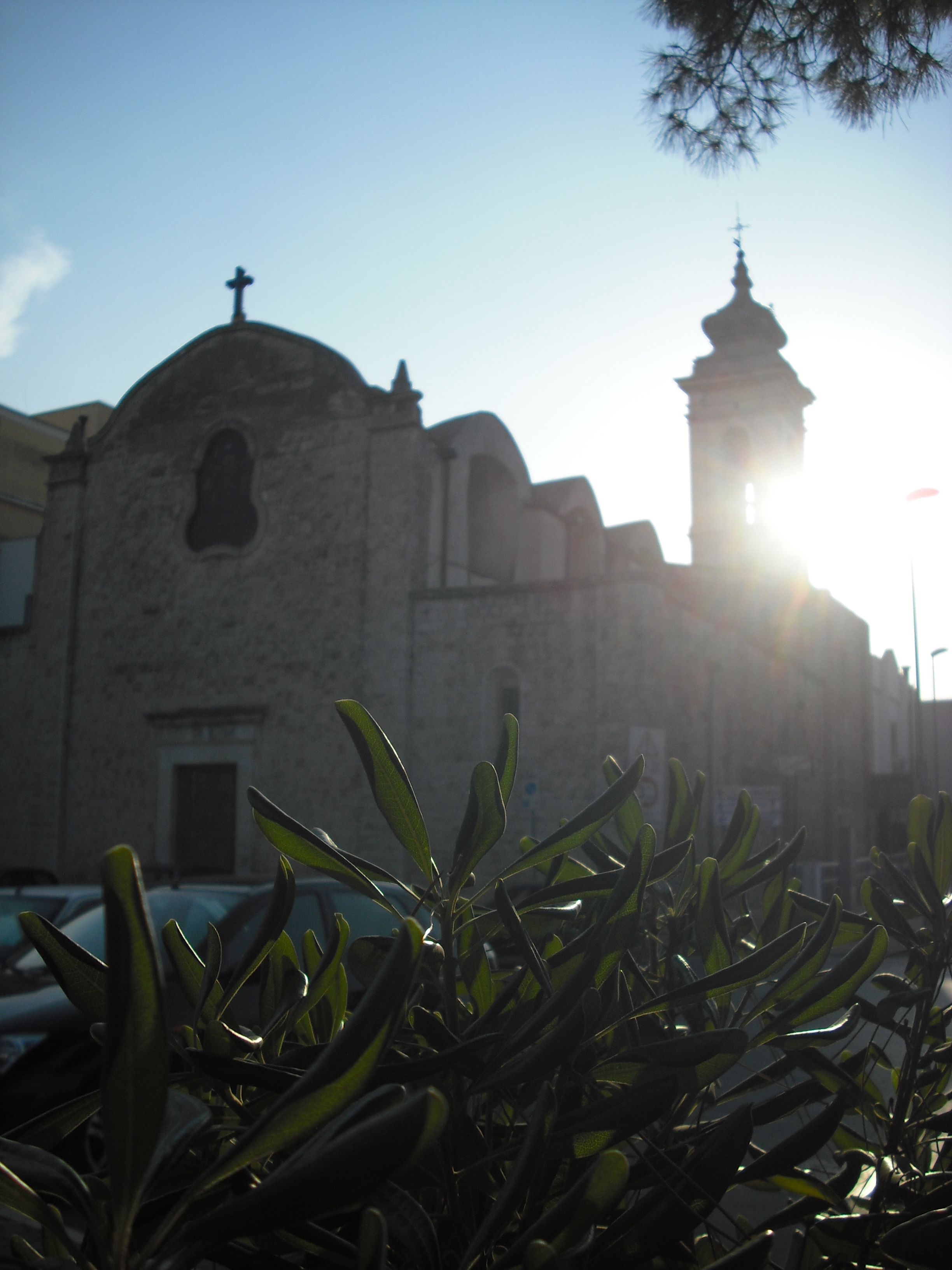
Santa Maria della Lama

La chiesa fu costruita nel 1611 fuori dell'abitato, all'estrema periferia del paese, sul ciglio del letto torrentizio della Lama San Giorgio. Nel 1845 alla chiesa fu affiancato il cimitero comunale utilizzato sino ai primi del Novecento e poi abbattuto nel 1940 per far posto al convento agostiniano. La chiesa è nota non solo per essere sede del convento agostiniano ma è anche fulcro dei riti della Settimana Santa; qui infatti sono custoditi i 10 simulacri in cartapesta leccese di fine Ottocento raffiguranti i vari momenti della Passione di Gesù Cristo. Da osservare, sulla navata destra, la cappella dedicata a Santa Rita da Cascia commissionata da Nicola Pende; nelle navate laterali sono conservate numerose tele del pittore noiano Giuseppe De Mattia: nella navata di destra si possono ammirare l'"Angelo Custode", la "Sacra Famiglia", la "Vergine con San Filippo Neri", mentre su quella di sinistra si possono osservare le tele che raffigurano "San Michele Arcangelo", il "Martirio di Sant'Agata" e la "Deposizione". Sull'altare maggiore ligneo (realizzato nel 1980, dopo l'abbattimento dell'originario altare "a manto" del 1700) è posizionato il quadro della Madonna che, secondo una leggenda, fu trasportato miracolosamente durante un'alluvione sul greto della lama nei pressi della chiesa. La tavola della Vergine, che segue la tipologia iconografica della Vergine della Tenerezza, viene ascritta alla bottega di Andrea Rizo da Candia, pittore attivo nel XV secolo. Nei sotterranei del Convento annesso sono visibili numerosi ipogei utilizzati nel vecchio cimitero e durante il periodo della Peste del 1815. Infatti nei locali sotterranei furono sepolti i primi 42 morti di peste.

#### Chiesa dei Cappuccini
Sorse nel 1589, insieme all'attiguo ex convento, su una collinetta a 200 metri dal paese, costruita con materiale povero in ossequio alle antiche prescrizioni dell'Ordine. Nel 1661 i Carafa, duchi di Noja, nel sottosuolo della navata centrale impiantarono e realizzarono il sepolcro privilegiato della loro famiglia; nel transetto destro si trova invece il sepolcro della famiglia Positano.
Da ammirare l'altare maggiore in stile barocco con la tela della "Vergine e Santi" del pittore Nicola Gliri e le cappelle laterali rispettivamente di San Francesco, Sant'Antonio e del Sacro Cuore. A mano destra si può osservare la pregevole tela del De Mattia raffigurante "Raffaele e Tobia".

#### Chiesa di Maria Santissima Immacolata

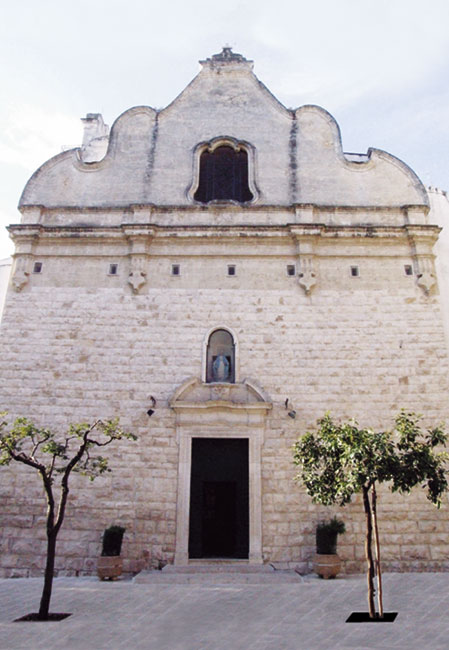
Santa Maria Immacolata

La chiesa dell'Immacolata (1728) è sita in Piazza Umberto I. La facciata è in stile barocco e l'interno, riccamente decorato da stucchi e marmi policromi, presenta un notevole altare maggiore, anch'esso in stile barocco, con la nicchia della Vergine Immacolata. L'edificio ha un'unica navata con la volta a botte impreziosita dagli affreschi raffiguranti scene di vita di San Rocco (bisognosi di restauri). Destano particolare ammirazione le cappelle laterali, rispettivamente di San Rocco, della Madonna di Pompei e di San Nicola. La chiesa conserva anche i simulacri dei Santi Medici (provenienti dalla chiesetta del Soccorso, abbattuta nei primi anni settanta a causa dei lavori di ingrandimento della piazza Umberto I) e di San Lorenzo.

#### Chiesa di Maria Santissima Annunziata
La chiesa dell'Annunziata, in origine intitolata a Sant'Antonio Abate, è sita sulla strada che porta al Convento dei Cappuccini. La facciata è di modesta fattura, ma lascia sicuramente meravigliati l'interno, riccamente decorato con stucchi e marmi. L'altare maggiore è impreziosito dal dipinto dell'Annunciazione del pittore nojano Giuseppe Demattia. Sulla parete di destra è possibile ammirare un dipinto raffigurante Sant'Elena e il simulacro di Santa Filomena; sulla parete sinistra si può ammirare un dipinto di San Nicola e il simulacro di San Giuseppe. A sinistra dell'altare maggiore è presente una nicchia dove è deposto il gruppo statuario dell'Annunciazione in legno datato 1803; sempre a sinistra dell'altare maggiore si apre il cappellone con il coro ligneo. Nel cappellone a destra c'è il simulacro in cartapesta di San Francesco da Paola.

#### Chiesa di Santa Lucia

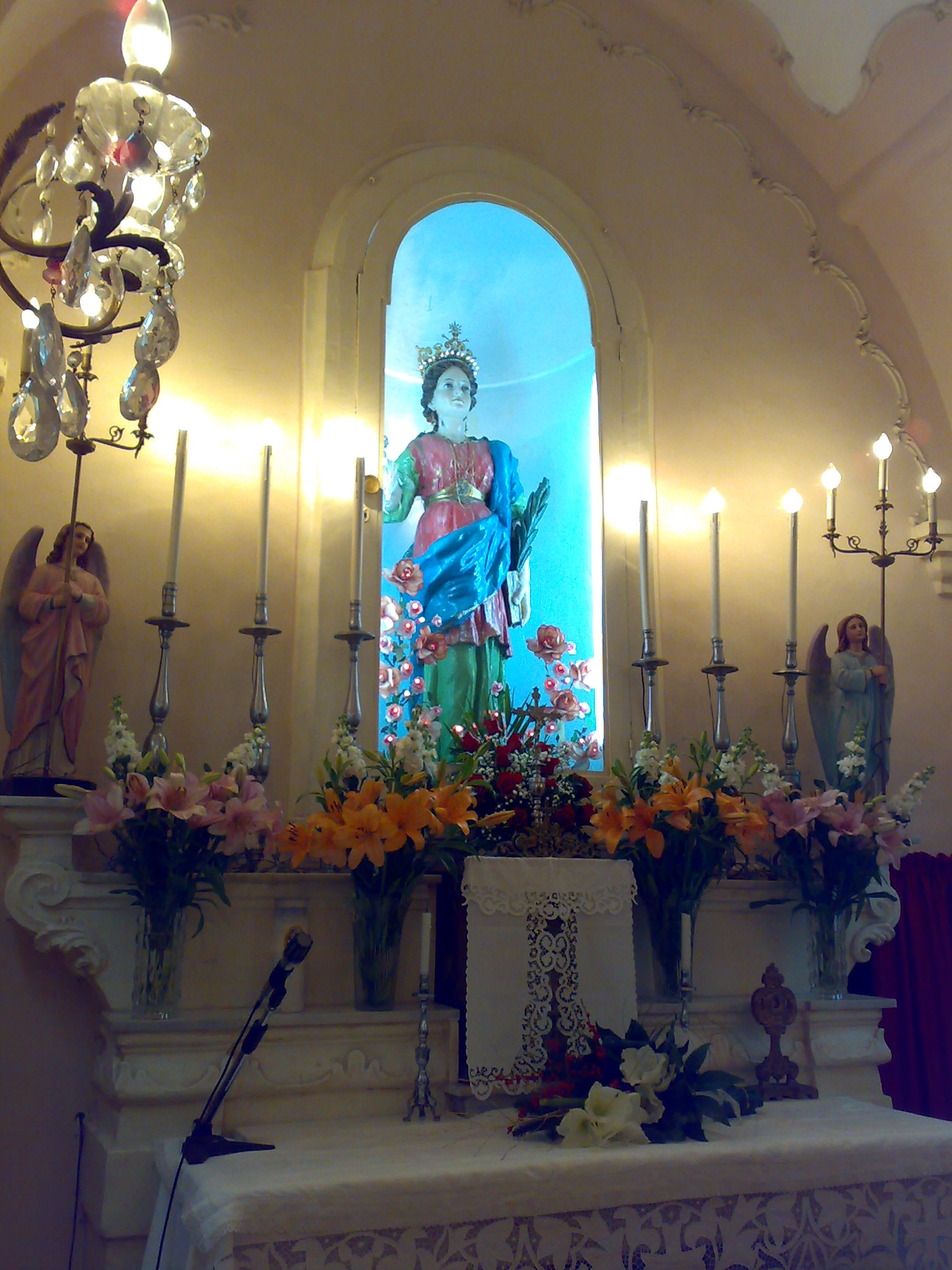
Chiesa di Santa Lucia, altare maggiore con statua della Santa

Ubicata su via San Tommaso ed originariamente intitolata a San Tommaso da Villanova, fu edificata nel 1640.
Di modesta fattura, presenta una piccola aula sormontata da una volta a botte.
Sull'unico altare vi è la statua della Santa in legno policromo.

#### Chiesa - santuario di Santa Maria di Loreto
Sulla strada provinciale 57, che porta alla borgata di Torre a Mare, sorge maestoso il santuario della Madonna di Loreto (detta del Rito), edificato tra il 1920 e il 1925 alle spalle dell'antica chiesetta seicentesca. Oggetto del culto e della devozione popolare è l'affresco del XVI-XVII secolo, raffigurante la Vergine a mezzo busto col Bambino. La navata del santuario ha dei pilastri con capitelli corinzi adornati con foglie di acanto e festoni che reggono gli archi a tutto sesto. Sull'altare in marmo è posizionato il simulacro del 1919 della Vergine, opera del rinomato maestro cartapestaio leccese Raffaele Caretta. Nelle nicchie laterali sono posizionate alcune antiche statue del paese: Sant'Antonio, San Nicola, ecc.

#### Chiesa di Santa Maria del Soccorso
Questa chiesa è l'ultima in termini di costruzione, infatti è stata inaugurata l'11 dicembre del 2000. La si intravede subito giungendo a Noicattaro dalla provinciale per Torre a Mare. Lo stile architettonico è di concezione globalista, ma richiama la struttura a trullo grazie alle due semicupole.

#### Chiesa di Santa Maria di Lourdes
A causa della grande espansione edilizia nei diversi complessi residenziali (Città Giardino, Parchitello, ecc.) sorti a circa 5 km dall'abitato a partire dagli anni 1970, l'arcivescovo di Bari monsignor Andrea Mariano Magrassi istituisce la vicaria curata di Nostra Signora di Lourdes, elevata a parrocchia nel 1986.

#### Chiesa di Santa Maria Incoronata

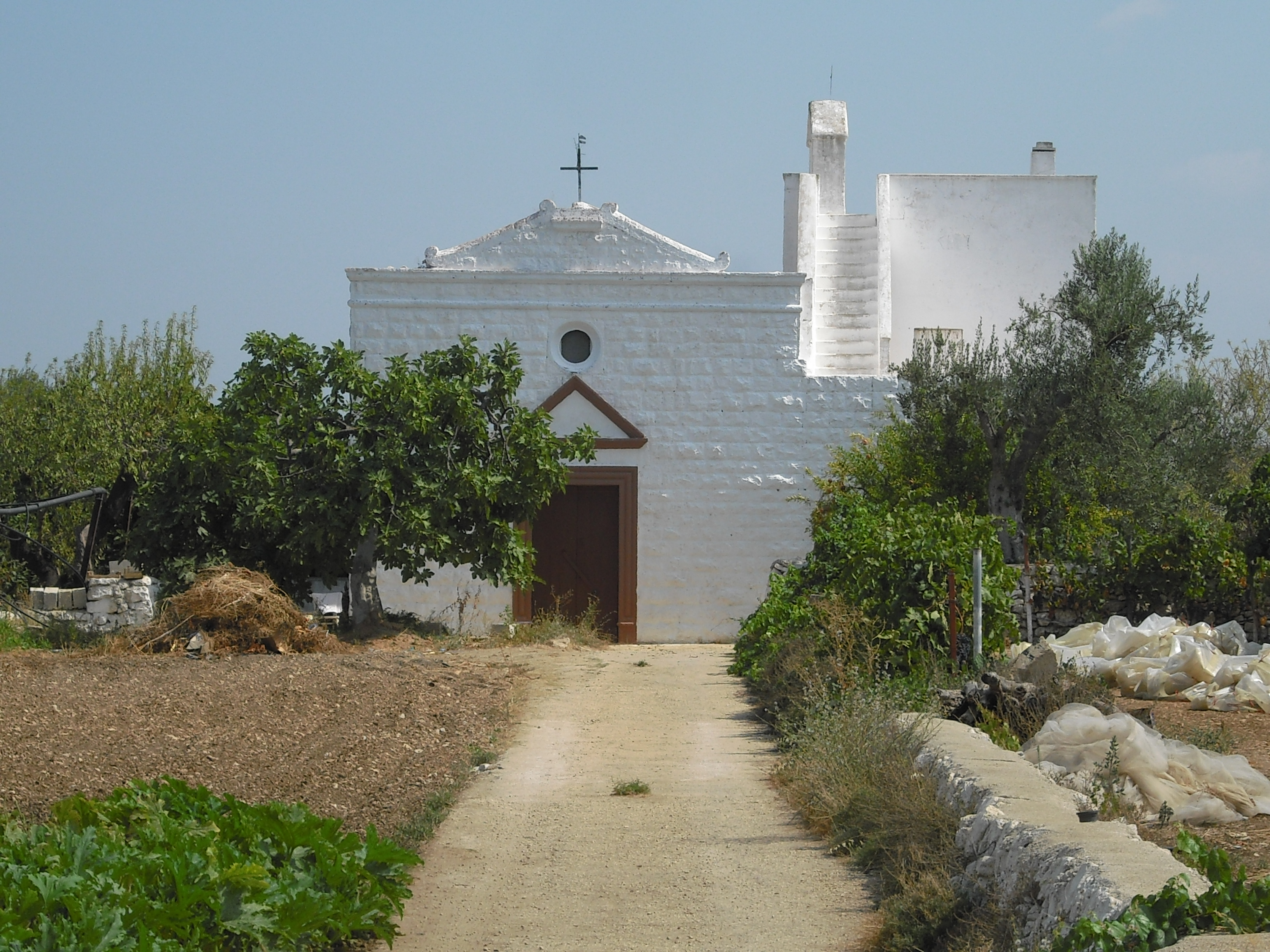
Chiesetta campestre dell'Incoronata

Sulla contrada omonima spicca subito alla vista con il suo candore la chiesa dell'Incoronata, a croce latina. L'altare è in marmi policromi con l'effigie della Madonna col Bambino. Sulla sinistra dell'altare è riposta una teca contenente la Vergine in trono con Bambino benedicente in legno policromo. È antica tradizione recarsi alla caratteristica chiesetta rurale il martedì di Pasqua per la consueta "pasquetta nojana".

#### Cappella di Sant'Angelo
Dista dall'abitato circa 4 km in contrada san Vincenzo a pochi passi da Lama Giotta. Risulta essere già eretta intorno all'anno mille e subisce un intervento nel XVII secolo. La sua struttura architettonica riprende la tipologia della cosiddetta "cummersa" (con tetto a spioventi costruito con pietre a secco, dette chiancarelle). Alle spalle dell'edificio vi è l'eremo costruito interamente "a secco".

### Architetture civili

#### Castello
Sebbene l'originaria fisionomia del castello di Noja sia andata perduta con il frazionamento della proprietà e le pesanti manomissioni succedutesi, di esso sono visibili soprattutto il portale principale, su piazza Umberto, sovrastato dallo stemma araldico ducale quadripartito che riporta le insegne delle famiglie Castriota-Skanderbeg, Carafa, Pappacoda e Mendoza, e quello di accesso al fossato. Entrando nell'atrio a sinistra sorge l'edificio del corpo di guardia e a destra l'abitazione del castellano, che conserva alcuni affreschi e l'imboccatura dei cunicoli che consentivano l'abbandono dell'edificio in caso di pericolo. Il portale di fronte dà accesso a un atrio e allo scalone che conduce agli originari appartamenti ducali. Da qui si può raggiungere i resti di un bastione difensivo e un residuo dei giardini pensili. Alle spalle di questo edificio si trova l'antica torre normanna di Noja, ormai mozzata. Attorno al perimetro originario del castello sono visibili ampi tratti dell'imponente fossato di epoca normanna, sul quale si affacciano balconate dalle colonne scandite dallo stemma della famiglia Carafa.

#### Palazzo Montedoro-Crapuzzi
Costruito sul vecchio fossato del castello, è caratterizzato dai giardini rigogliosi alla spagnola e da sotterranei. L'edificio è stato edificato alla fine del Seicento dalla nobile famiglia Montedoro che aveva in gestione il feudo dai Carafa. Nonostante il cattivo stato di conservazione, la mole simmetrica dell'immobile è caratterizzata da balconate in pietra e da festoni barocchi che incorniciano porte e finestre. Dispone di un portale seicentesco nei pressi del quale si trova lo stemma appartenente alla famiglia Montedoro: il sole splendente su tre monti. Il Palazzo venne acquistato nell'800 dalla famiglia Crapuzzi.

#### Palazzo della Cultura - Ex Convento Carmelitano

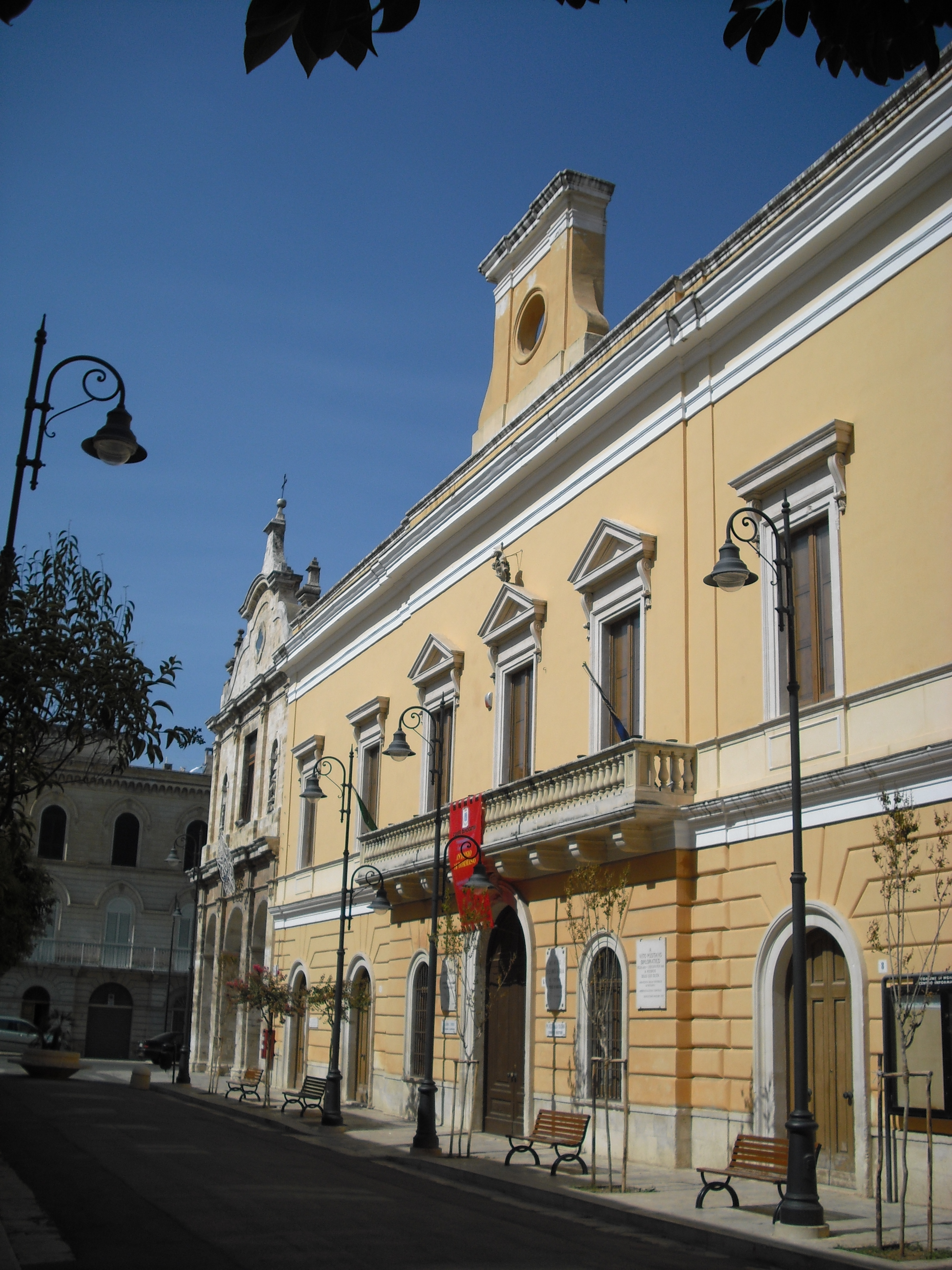
Palazzo della Cultura

Originariamente convento dei Carmelitani Scalzi, poi adibito a Municipio in seguito alla ristrutturazione ottocentesca dell'architetto Nicola Carelli, il quale intorno al 1850 progettò un'elegante e lineare nuova facciata neoclassica.
La costruzione ubicata in Via Console Positano è ora adibita a pubblico contenitore culturale. Il medesimo progettista, assieme al suo maestro l'architetto Gimma, aveva già curato la ristrutturazione del Palazzo della Prefettura di Bari, alla quale la facciata del Palazzo si richiama.

#### Palazzo Antonelli, poi Santoro
Concepito come villa suburbana e ubicato in direzione della chiesa del Carmine, non vi sono invece notizie circa la committenza e la datazione della fabbrica originaria, caratterizzata da una pregevole prospettiva architettonica: con ampi terrazzi laterali interni, il cortile centrale con lo scalone traforato e l'affaccio retrostante verso il giardino recintato e la tenuta agricola verso mare. La famiglia Antonelli, che nel Settecento riunificò la proprietà dell'immobile, vi fece aggiungere il portale di gusto napoletano. Rimaneggiato da ampliamenti tardo-ottocenteschi, l'edificio è in stato di degrado. Il solo portale, acquisito alla proprietà municipale, è stato restaurato.

#### Palazzo Positano
Il palazzo Positano di via Oberdan è l'unica delle dimore nojane che appartennero alla famiglia Positano che resta di loro proprietà. Edificato nella metà del Seicento sulle rovine di un antico monastero, è una delle prime grandi case palazziate che sorse al di fuori delle mura cittadine e originariamente comprendeva l'intero isolato con magazzini, stalle e giardini. La parte più antica venne rivisitata dall'architetto Carelli per essere uniformata al resto del palazzo, e presenta una maestosa bifora oggi murata. Al piano terra è possibile individuare l'antico oratorio del convento e al primo piano la torretta campanaria che serviva il campanile a vela. Il palazzo è iscritto alla sezione Puglia dell'Associazione Dimore Storiche Italiane.

#### Palazzo Macario, già Positano
La costruzione di Corso Roma n.67, realizzata nel 1849 su progetto dell'architetto Nicola Carelli di Rutigliano, richiama gli stilemi neoclassici cari al progettista e comuni ad altre sue opere del quartiere murattiano di Bari. Il committente fu don Francesco Positano, padre del console Vito Positano. Con il fallimento della banca di cui i Positano erano tra i principali azionisti, l'edificio fu alienato nel 1886 e acquistato da Antonio Macario, che fu per breve tempo sindaco di Noja e la cui madre era imparentata alla famiglia Carelli.

#### Palazzo Positano de Vincentiis
Il palazzo fu edificato nel 1865 sulla piazza principale e presenta un elegante prospetto scandito da colonne ioniche. Primo proprietario fu Angelo Saverio Positano, in gioventù liberale antiborbonico e garibaldino, e nei primi decenni postunitari fra i protagonisti della vita politica ed economica pugliese.

#### Palazzo Positano de Rossi
La dimora degli ultimi discendenti dell'antica famiglia del giurista barese Domenico de Rossi sorge in piazza Umberto I all'imbocco di via Roma. L'edificio presenta una semplice facciata rossa fine Settecento e ampi finestroni incorniciati da cornici neoclassiche; alle sue spalle si estende un grande giardino tipico delle costruzioni nojane dell'epoca.

#### Palazzo Siciliano
Originariamente palazzo Lamanna, passato poi alla famiglia Siciliano originaria del nord barese. Gradevole espressione di architettura settecentesca nojana, si trova in via Carmine. La facciata elegante e l'ampio portale danno accesso ad un cortile interno da cui le carrozze potevano essere portate fin nell'interrato. Le stanze presentano decori coevi.

#### Palazzo Evoli
Sull'angolo della piazza accanto all'antica porta del fossato insiste palazzo Evoli, il cui ingresso si trova sul principio della via Oberdan. Parzialmente rimaneggiato, si caratterizza per l'ampio portone e le grandi finestre e sorge in corrispondenza dell'antica torre d'angolo del castello le cui fondamenta sono ancora visibili negli interrati del palazzo. La famiglia Evoli si estinse alla fine dell'800 in due differenti successioni, quella dei Meo-Evoli che prospera in Monopoli, e quella dei Positano-Evoli che rimase a Noicattaro e si estinse con i due sacerdoti Positano Evoli, ultimi di questa famiglia.

#### Teatro Cittadino
Fu realizzato in via Carmine nel 1869 su progetto di Francesco Paolo Nitti, che trasformò un vecchio trappeto dei duchi Carafa. Il teatro dovrebbe essere il più piccolo teatro all'italiana del mondo – togliendo così il primato al Teatro della Concordia di Monte Castello di Vibio (PG) – e l'unico teatro all'italiana semi-ipogeo. Attualmente è chiuso ma sottoposto a recente restauro e utilizzati per le recenti riprese del film Pinocchio di Matteo Garrone.

#### Masserie e casini
- Masseria del Gallinaro: posta a 65 m s.l.m. sulla vecchia strada comunale che porta a Mola di Bari, è tra le più importanti masserie nojane. Fu edificata nel 1696 in posizione strategica verso la costa. Tra i proprietari si annoverano Donato Tiberi, feudatario di Bitetto e Binetto, il principe Carmine de Angelis Efrem di Bitetto, la Real Camera di Napoli, il molese don Francesco Noya barone di Bitetto, don Sante Alberotanza pure molese. Durante la pestilenza che colpì Noja nel 1815 la masseria fu adibita a rifugio dei nojani che fuggivano dal paese.
- Masseria Giotta: si trova in località Parchitello e si affaccia sul letto alluvionale della Lama Giotta.
- Masseria Macario già Positano: in località Borgo Regina- Poggiallegro.
- Masseria San Vincenzo: via San Vincenzo, anticamente di proprietà del nobile don Vincenzo Positano.
- Masseria Positano (impropriamente indicata come masseria Pontrelli): in località contrada Masseriola-Coppe di Bari presenta un interessante casino neogotico.
- Masseria ovile-jazzo: in località contrada Schiamante.
- Masseria Vescia: sulla via per Mola, già di proprietà della famiglia Berardi.
- Masseria Logroscino: in località san Vincenzo, sul letto alluvionale della Lama Giotta.
- Masseria Monache: sulla SP 94 per Casamassima in località Chiuso Becchione.
- Masseria Terragnora: sulla SP 94 per Casamassima.
- Masseria Caino: in località Arboscelli, al confine col territorio comunale di Cellamare.
- Masseria Citarella: in località Penna la Tortora, sul ciglio del letto alluvionale della Lama San Giorgio.
- Masseria Pontrelli: in località Votino.
- Masseria Deflorio: in località Torre Corrado.
- Torre Anelli: in località Schiamante.
- Villa Guarnieri- Macario: in località Coppe di Bari.
- Casino Suglia: sulla SP 94 per Casamassima.
- Casino Accolto: sulla SP 99 per Cellamare.
- Casino Pagnelli: sulla SS delle Grotte Orientali.
- Casino Ardito: sulla SS delle Grotte Orientali.
- Casino Siciliano: sulla SP 217 per Capurso, in prossimità del passaggio a livello delle FSE.
- Casino Siciliano: in località Paradiso, sul ciglio del letto alluvionale della Lama San Giorgio.

## Società

### Evoluzione demografica
Abitanti censiti

La popolazione residente nel territorio di Noicattaro ammonta a 25 999 abitanti. Il notevole aumento demografico registrato a partire dagli anni ottanta è riferibile a Parchitello e agli altri villaggi residenziali sorti in prossimità nella fascia costiera di Bari - Torre a Mare e nell'agro di Lama Giotta (Città Giardino, Parco Scizzo, Borgo Regina, Parco Evoli e con la nuova costruzione recentemente fatta "Parchitello Alta".
Dopo il 1999 in paese si è anche stabilita una piccola comunità di Albanesi.

### Lingue e dialetti
Il dialetto nojano è un dialetto di famiglia barese caratterizzato da alcune particolarità morfologiche e fonologiche date dalle diverse dominazioni a cui la città è stata sottoposta. Appartenente al gruppo dell'Apulo-barese, il nojano si differenzia per l'uso di vocali diverse o dalla totale caduta di queste.
| Dialetto nojano                                       | Dialetto barese                                             | Lingua italiana                                       |
| ----------------------------------------------------- | ----------------------------------------------------------- | ----------------------------------------------------- |
| Caom jà cà t u'ì deic?                                | Come te ià disce?                                           | Come te lo devo dire?                                 |
| N ma scé 'mménz à pézze?                              | Nge n'amme a sscí à lla ville?                              | Ce ne andiamo in villa?                               |
| A catt-t 'a frutt?                                    | Si accattàte la frutte?                                     | hai comprato la frutta?                               |
| Ci n'à?                                               | Ce iè?                                                      | Chi è?                                                |
| Aqquanne a còrue iè bone, mègghi'a còrue du chiacone. | Aqquanne la còrue iè bone, iè mègghie la còrue du chiacone. | Quando la carruba è buona, è migliore del fico secco. |

Molte sono le produzioni poetiche in vernacolo, tra le quali ricordiamo in particolare quelle di Rita Tagarelli.

### Religione
La città fa parte dell'XI vicariato zonale dell'Arcidiocesi di Bari-Bitonto, conta tre parrocchie urbane. Vi sono poi due ordini religiosi: uno maschile, quello degli Agostiniani, che opera nella chiesa e convento di Santa Maria della Lama, e uno femminile, quello delle Apostole del Sacro Cuore di Gesù. Presso l'ex complesso conventuale dei Cappuccini opera l'Ordine Francescano Secolare, che organizza la processione di Sant'Antonio a giugno e "della Croce" a maggio.

### Tradizioni e folclore
- Festa Patronale della Madonna del Carmine (domenica successiva al 16 luglio). Solenni festeggiamenti (che durano 4 giorni compresa la fiera omonima) della Patrona di Noicattaro. Già nel 1742 la Madonna del Carmine era stata proclamata protettrice di Noja. La lunga processione, formata dal bellissimo simulacro della Vergine e accompagnata dal simulacro del profeta Elia che impugna una spada infuocata, si snoda per le vie del paese. Le chiavi della città vengono date nella piazza centrale del paese, queste furono offerte dal popolo nojano alla Madonna in occasione della grande siccità che colpì il paese nel 1876. Gran concerto bandistico, fuochi pirici con effetti speciali e luminarie animano queste giornate di festa.

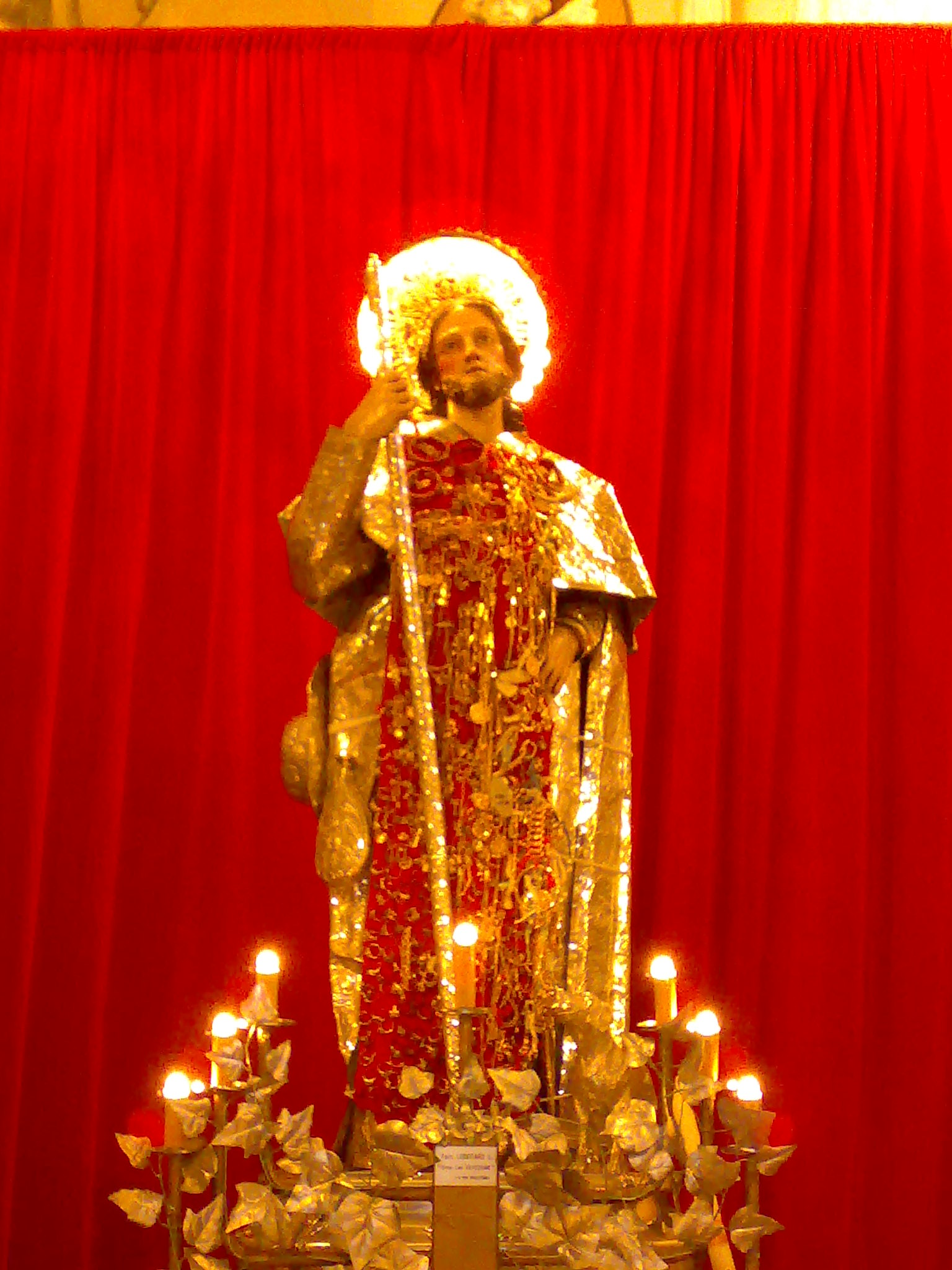
San Rocco - ricoperto da ex voto

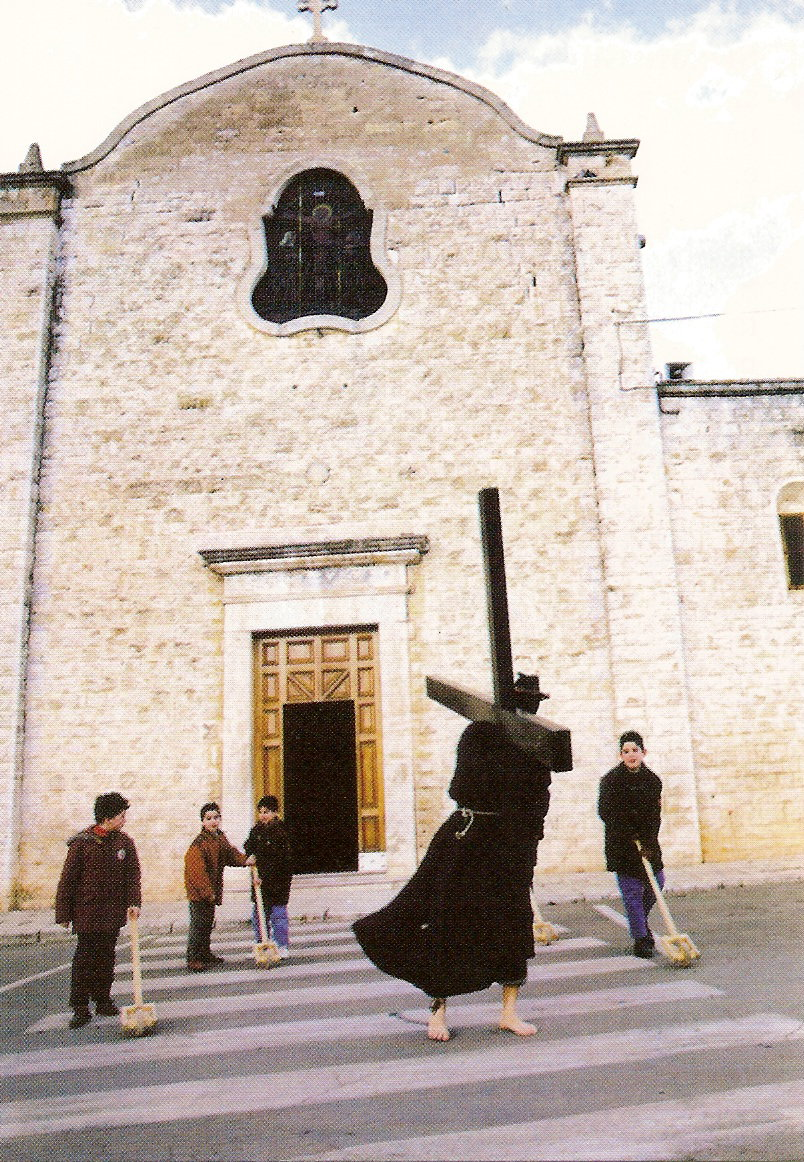
Crocifero sul sagrato della chiesa Madonna della Lama

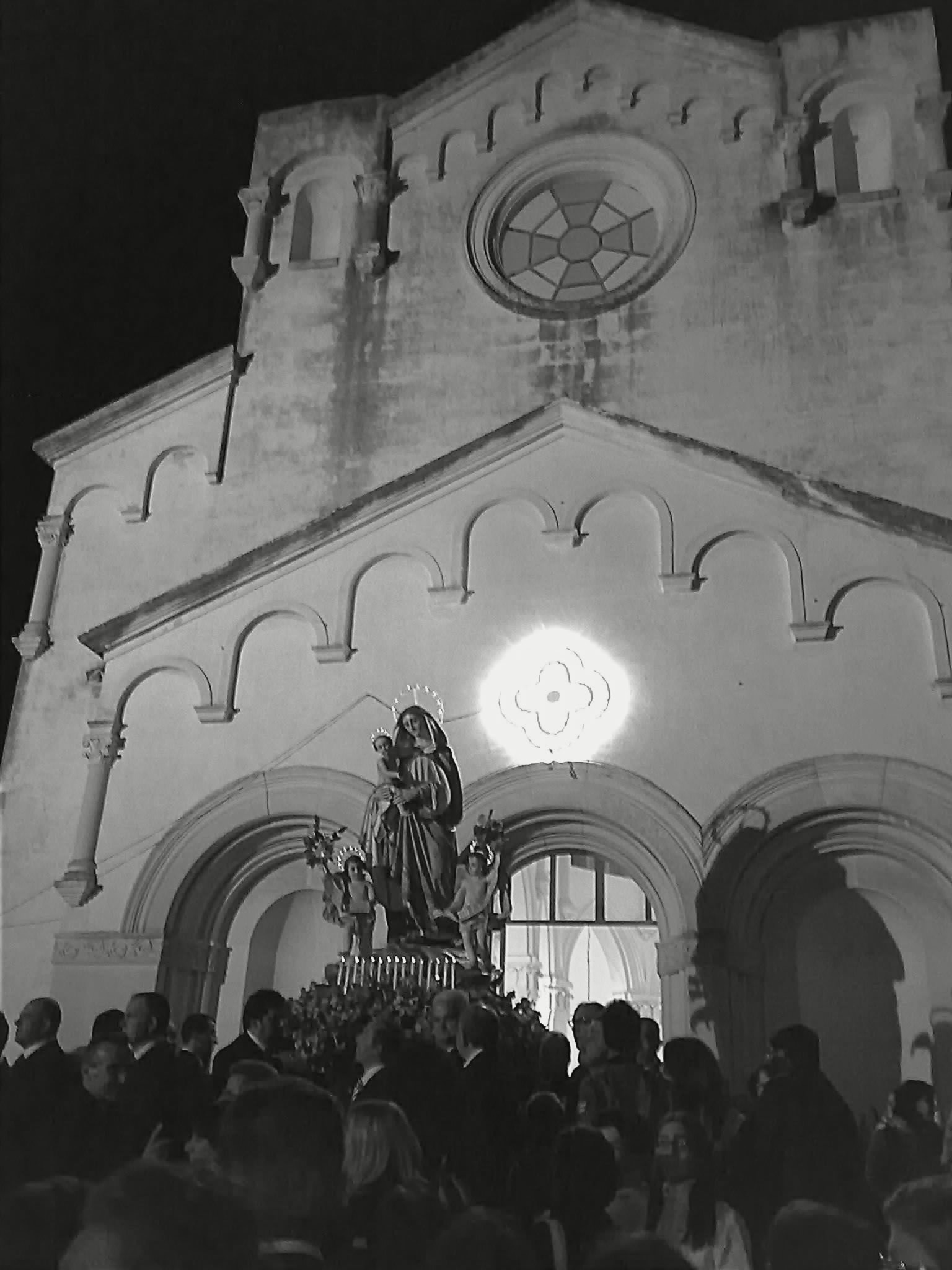
Processione della Madonna del Rito - Chiesa-Santuario Maria SS. di Loreto

- Festa in onore di San Rocco (prima domenica di settembre). Seconda festa più importante del paese, dopo quella del Carmine. La festa è molto caratteristica perché vengono fatte sfilare in processione ben due simulacri; il primo simulacro è fatto in cartapesta e viene posizionato su un grande altare in Piazza Umberto I e resta per tutti i tre giorni della festa in esposizione ai fedeli; mentre il secondo simulacro è in argento e viene accompagnato in processione per le vie del paese da un'innumerevole schiera di fedeli (quest'ultima statua è ricoperta da ex voto). I pellegrini accompagnano il Santo portando un cero molto pesante che, al termine della processione, lasceranno ai piedi della statua.
- Festa della Madonna del Rito e della "Pupa" (ultimo sabato di settembre). Questa festa è una delle più sentite dal popolo nojano e sicuramente la più attesa dai più piccoli, si articola in diverse serate (dall'arrivo del simulacro della Madonna in Chiesa Madre sino al suo rientro). La seconda domenica di ottobre prima del passaggio della Vergine viene fatta esplodere "la Pupa", un fantoccio imbottito di fuochi d'artificio.
- Settimana Santa. Il popolo nojano, profondamente religioso, è rimasto fortemente ancorato a questa cerimonia. Simbolo evidente di questo attaccamento è la figura del crocifero (penitente incappucciato) che porta sulle spalle una pesante croce e alla caviglia una catena di ferro che gli servirà per darsi la cosiddetta disciplina. Durante il Giovedì santo ad ogni chiesa lasciano la propria croce e si fustigano le spalle a colpi di catene. Di particolare importanza sono i gruppi statuari della Passione: la "Naka" che nel gergo paesano significa "culla", ovvero il letto di morte di Gesù Cristo, l'Addolorata che viene portata in processione nel cuore della notte, e la terza ed ultima processione è quella dei Misteri composta da bellissimi simulacri in cartapesta leccese di fine Ottocento.
- Festa della Madonna Annunziata (seconda domenica di maggio, Chiesa dell'Annunziata) Viene portata in processione anche il piccolo simulacro di Santa Filomena[non chiaro].
- Processione di Santa Rita (22 maggio, Chiesa della Madonna della Lama). Nella chiesa di Santa Maria della Lama è molto forte la devozione alla Santa, infatti le bambine del paese vengono vestite con i tradizionali abiti monacali. Il 22 maggio, dopo la solenne celebrazione della santa messa e dopo la benedizione delle rose, viene fatto sfilare il gruppo statuario della Santa, sorretta da un angelo, inginocchiata ai piedi del crocifisso. Al rientro della processione vengono fatti esplodere i fuochi pirici.
- Processione di Sant'Antonio da Padova (13 giugno, Chiesa dei Cappuccini). I terziari dell'ordine Francescano distribuiscono durante la processione il cosiddetto pane di Sant'Antonio.
- Processione dei S.S. Cosma e Damiano (26 settembre, Chiesa dell'Immacolata).
- Processione dell'Immacolata (8 dicembre, Chiesa dell'Immacolata). È l'unica processione diurna del paese.
- Processione di Santa Lucia (13 dicembre, Chiesetta di Santa Lucia). In via San Tommaso si organizza il mercatino natalizio.

### La sfida nojana - Il Palio dei rioni
luglio. Nel vicereame di Napoli occupato dagli Spagnoli già nel 1540 fu promulgato l'ordine di confisca e punizione amministrativa per chiunque avesse preso parte a un duello, a qualunque titolo: duellanti e padrini, medici, giudici, personale ecclesiastico, persino i semplici spettatori.
Rievocazione del duello storico tenutosi a Norimberga nel 1673 tra don Francesco Carafa Duca di Noja e don Giulio Acquaviva D'Aragona Conte di Conversano (in quanto nel vicereame di Napoli occupato dagli Spagnoli già nel 1540 era stato promulgato l'ordine di confisca e punizione amministrativa per chiunque avesse preso parte a un duello, a qualunque titolo), corteo storico, assalto al castello Carafa e duello. A contendersi il Palio dell'antica Noja sono rispettivamente i rioni: Madre, Carmine, Fornaci e Torre Pelosa. Il Palio si articola con una regata presso l'ex frazione di Torre a Mare, la staffetta mista podistica tra Noicattaro e Torre a Mare, gare di tiro con l'arco, corsa equestre e caccia al tesoro nel centro antico del paese.
I documenti relativi allo svolgimento del duello sono stati recentemente scoperti nell'archivio municipale della città tedesca e tradotti in italiano. Il duello tra i rappresentanti delle nobili famiglie dei Carafa di Noja e gli Acquaviva di Conversano fu originato da una contesa per le terre della masseria Panicelli di Rutigliano.

## Cultura

### Istruzione

#### Biblioteche
- Biblioteca comunale "Giuseppe Di Vittorio"
- Biblioteca del convento della Madonna della Lama dei Padri Agostiniani
- Archivio Storico Santa Maria della Pace
- Archivio storico comunale nel Palazzo della cultura, ex convento dei Carmelitani

#### Scuole
Hanno sede a Noicattaro cinque scuole materne (due delle quali private), tre scuole elementari e due scuole medie.

### Musica
Nel 2006 e nel 2007 si è svolto, nel campo sportivo comunale, uno degli eventi metal di maggior rilievo del Sud Italia, noto come Total Metal Festival. Attualmente il concerto si tiene a Bari. Inoltre in estate sono presenti numerosi eventi musicali nel periodo estivo con l'esibizione di cantanti e gruppi come i Pooh, Patty Pravo, I Cugini di Campagna ecc. Dal 2012 c'è il festival Nojarella, organizzato nell'ultima domenica di dicembre a Largo Pagano (centro storico) e dedito alla musica emergente e indipendente.

#### Gran Concerto Bandistico "Città di Noicattaro"
Noicattaro detiene una sua tradizione bandistica dal 1872, quando venne costituita la "Banda Municipale Città di Noicattaro", affidata alla direzione del maestro Biagio Abbate. All'indomani del primo dopoguerra venne costituita una seconda formazione musicale chiamata "Classico Concerto Bandistico Cittadino Giacomo Puccini. Dal 1984 la banda cittadina ha abbandonato il repertorio lirico per specializzarsi in quello sinfonico.

## Geografia antropica

### Borghi residenziali verso Torre a Mare
Lungo la strada provinciale Noicattaro - Torre a Mare sono sorti numerosi borghi residenziali (Parchitello, Parco Evoli, Borgo Regina, Città Giardino ecc.), alcuni dei quali rinomati ed esclusivi. I residence sono caratterizzati da una serie di villette circondate da verde. Nei pressi di Parchitello è presente un piccolo centro commerciale, la chiesa della Madonna di Lourdes, una scuola materna statale ed una scuola elementare.
Sono carenti i servizi di collegamento tra i vari borghi, e verso Noicattaro centro. La zona è adiacente alla stazione di Torre a Mare ed è servita dalla Metropolitana Trenitalia (Torre a Mare - Bari) e dalla Linea di autobus Miccolis.

## Economia

### Industria
Noicattaro ospita un'ampia zona industriale (P.I.P.), ubicata a sud-ovest della città, sulla strada statale 634 delle Grotte Orientali. Il suo tessuto urbano risulta caratterizzato da una zona ad uso artigianale/industriale, ma prevalgono capannoni e magazzini ortofrutticoli.
Dagli anni venti del XX secolo il paese accoglie il molino Divella, azienda produttrice di pasta di semola di grano duro.
L'industria nojana della pastificazione affonda le proprie radici nel 1889, quando la famiglia Campobasso realizza il pastificio Pasta Ambra. Nella prima metà del XX secolo il nuovo stabilimento industriale verrà trasferito nella località di San Giorgio, a sud-est di Bari.

### Agricoltura
Noicattaro è zona di produzione dell'uva da tavola Uva di Puglia conosciuta per il gusto dolce e per le sue abbondanti dimensioni. Con la maggior parte della produzione esportata, l'uva di Noicattaro arriva su tutti i mercati Europei.

## Infrastrutture e trasporti

### Strade
Noicattaro è servita dalla strada provinciale 57 che la collega a Torre a Mare e alla strada statale 16 Adriatica, dalla strada provinciale 240 (già strada statale 634 delle Grotte Orientali) che la connette a nord-ovest a Capurso e alla strada statale 100 (linea Bari-Taranto) e a sud-est a Rutigliano.
La strada provinciale 99 la collega a Cellamare, la provinciale 131 a Triggiano, la 117 a Mola di Bari, la 94 a Casamassima, la strada provinciale 84 la collega con i centri di Rutigliano e Adelfia.

### Ferrovie
Noicattaro è servita da una stazione ferroviaria posta sulla linea Bari–Taranto delle Ferrovie del Sud Est, denominata "linea 1", che la collega al centro del capoluogo provinciale con treni regionali.
Nel territorio del comune al confine con il comune di Bari, a 5 km dal centro abitato, sorge invece la stazione di Bari - Torre a Mare sulla linea Adriatica delle Ferrovie dello Stato; da questa stazione è anche possibile raggiungere facilmente Bari con i treni regionali e del servizio ferroviario urbano.

### Mobilità urbana
La mobilità extraurbana è garantita dalla rete di Autobus delle Ferrovie del Sud Est e dalle autolinee Miccolis.

## Amministrazione
Di seguito è presentata una tabella relativa alle amministrazioni che si sono succedute in questo comune.
| Periodo          | Periodo         | Primo cittadino       | Partito | Carica              | Note   |
| ---------------- | --------------- | --------------------- | --- | ------------------- | ------ |
| 4 ottobre 1988   | 30 giugno 1990  | Francesco Paolo Verni | Democrazia Cristiana | Sindaco             | [ 27 ] |
| 30 giugno 1990   | 22 luglio 1992  | Rita Tagarelli        | Democrazia Cristiana | Sindaco             | [ 27 ] |
| 19 agosto 1992   | 3 febbraio 1994 | Vito Angelo Latrofa   | Democrazia Cristiana | Sindaco             | [ 27 ] |
| 15 febbraio 1994 | 24 aprile 1995  | Angelo Terrafino      | Partito Socialista Italiano | Sindaco             | [ 27 ] |
| 18 maggio 1995   | 14 giugno 1999  | Giovanni Parisi       | centro-sinistra | Sindaco             | [ 27 ] |
| 14 giugno 1999   | 14 giugno 2004  | Giovanni Parisi       | centro-sinistra | Sindaco             | [ 27 ] |
| 14 giugno 2004   | 8 giugno 2009   | Giovanni Dipierro     | centro-sinistra | Sindaco             | [ 27 ] |
| 8 giugno 2009    | 26 gennaio 2011 | Giovanni Dipierro     | centro-sinistra | Sindaco             | [ 27 ] |
| 26 gennaio 2011  | 3 giugno 2011   | Mario Volpe           | | Comm. straordinario | [ 27 ] |
| 3 giugno 2011    | 17 aprile 2015  | Giuseppe Sozio        | PSI, Futuro e libertà, lista civica: Nojani la città che vogliamo, lista civica: Uniti per Noicattaro, lista civica: l'alternativa, lista civica: lavoro ... e... società | Sindaco             | [ 27 ] |
| 30 marzo 2015    | 19 giugno 2016  | Rosa Maria Padovano   | | Comm. straordinario | [ 27 ] |
| 19 giugno 2016   | in carica       | Raimondo Innamorato   | Movimento 5 Stelle | Sindaco             | [ 27 ] |

## Sport
Hanno sede nel comune le seguenti società sportive:
- Associazione Sportiva Dilettantistica Noja Calcio 1996 fondata ad origine nel 1996, ha ripreso le attività nel 2020 sostituendosi all'ASD Noicattaro Calcio.ha partecipato nella stagione 2020-2021 al campionato di 1ª categoria, in passato ha anche disputato 3 campionati in Serie C2. Svolge le proprie attività sul Campo Comunale "Mario Rizzo" di Noicàttaro.
- Associazione Polisportiva Dilettantistica Baseball Club Bari Warriors, squadra di baseball e softball. Fondata nel 1971 svolge i campionati Nazionali Seniores ed i campionati giovanili regionali. Ha militato in serie "B" nel settore maschile ed in "A" con la squadra femminile.
- ASD Noha Volley e Sport, associazione di pallavolo che ha rilevato la Atletico Pallavolo Noicattaro, fondata nel 1976, che ha disputato alcuni campionati di serie B2, B1 e A2. Svolge le proprie attività nel Palazzetto dello Sport di Noicattaro.
- ASD Circolo Scacchistico Nojano, associazione di scacchi fondata nel 2010. Si occupa dello sviluppo e del progresso sociale della comunità locale e non solo, accogliendo soci di tutte le età presso la sede di via Telegrafo, organizzando tornei e collaborando con le scuole di ogni ordine e grado per la diffusione del gioco degli scacchi. Nel 2019 è approdata in serie C e nel 2024 ha conquistato la serie B nel Campionato Italiano a Squadre (CIS).